# Rosnička sečuánská
Rosnička sečuánská (Hyla tsinlingensis), anglicky Shensi tree frog, je druh žáby z rodu Hyla z čeledi rosničkovitých (Hylidae). Měří okolo 4 až 5 cm.

## Výskyt
Tento drobný obojživelník je čínský endemit obývající provincii Sečuánsko. Přirozeným prostředím těchto rosniček jsou křoviny, řeky, bažiny a uměle zavlažovaná půda ve středních a vyšších nadmořských výškách (do 1770 metrů).

## Ohrožení
V současné době (2020) je rosnička sečuánská podle Červeného seznamu IUNC považována za málo dotčený taxon. V budoucnu by ovšem mohlo dojít k poklesu počtu těchto žab ve volné přírodě kvůli narušování jejich životního prostředí lidmi a klimatickými změnami.